# 莫伊塞斯·利马·马加良斯
莫伊塞斯·利马·马加良斯（葡萄牙語：Moisés Lima Magalhães，1988年3月17日—），简称为莫伊塞斯，巴西职业足球运动员，现效力于中超俱乐部山东泰山，司职中场。

## 职业生涯
莫伊塞斯出生于贝洛奥里藏特，在家乡俱乐部米内罗美洲开始职业生涯，曾先后被租借到多个俱乐部，并在博阿体育效力期间有优异表现。
2012年5月，他与葡萄牙人体育签约。2012年6月6日，他在对阵科里蒂巴的巴甲联赛中首次出场。并在四天后对阵戈亚尼亚人竞技的比赛中打入首个顶级联赛进球。
2014年1月11日，莫伊斯与克甲联赛俱乐部里耶卡签约，合约最初为租借形式，但俱乐部在当年夏天决定激活购买条款，并与他签署了未来两个赛季的合约。
2015年12月，莫伊塞斯与帕尔梅拉斯签署了为期四个赛季的合约。
2019年7月，莫伊塞斯与中国俱乐部山东鲁能泰山签约。